# Rựa mận
Rựa mận là một món ăn có nguồn gốc từ miền Trung Việt Nam với thành phần chính là thịt chó, riềng, sả, mắm tôm, rượu gạo. Đây là một món ăn quen thuộc của người miền Bắc, đồng thời là một trong bảy món ăn cơ bản làm từ thịt chó. Những biến thể rựa mận không làm từ thịt chó thường được gọi là giả cầy. Món có tên chính xác hơn là nhựa mận do nó có màu nhựa cây mận hậu. Nhựa là âm phổ thông, âm miền Trung -Nam, âm địa phương là dựa vì có biến âm nh-d, ví dụ: nhím-dím, nhà - dà, nhão -dão. Qua giọng Bắc thì d đọc như r nên dựa mận viết sai thành rựa mận.